# Championnats d'Europe de gymnastique acrobatique 1995
Navigation
Édition précédente Édition suivante
Les championnats d'Europe de gymnastique acrobatique 1995, seizième édition des championnats d'Europe de gymnastique acrobatique, ont eu lieu en 1995 à Wrocław, en Pologne.